# Holotrichia bhutanensis
Holotrichia bhutanensis är en skalbaggsart som beskrevs av Frey 1975. Holotrichia bhutanensis ingår i släktet Holotrichia och familjen Melolonthidae. Inga underarter finns listade i Catalogue of Life.